# Касим-паша
Касим-паша (Касим-бей) — турецкий паша, бейлербей Кафы, черкес по национальности.
Турецкий султан Селим II, желая восстановить мусульманское царство на берегах Ахтубы, весной 1569 послал Касима с 15 000 спагов и 2000 янычар к Переволоке с повелением соединить Каспийское море с Азовским, занять Астрахань и основать там крепость.
31 мая Касим выступил в поход и соединился с ханом Девлетом I Гераем, у которого было 50 тыс. всадников. Дойдя до Переволоки, они приступили к работам, но, видя неисполнимость предприятия, решили вернуться. В это время к ним пришли астраханские послы, обещавшие им свои суда, если они освободят Астрахань от власти русских. Отправив большую часть войска в Азов, Касим с 12 орудиями направился к Астрахани.
Для её защиты Иван Грозный отправил князя Петра Серебряного с лёгкой конницей, а Касиму послал дары, склоняя его к миру. Касим принял дары, целовал Иоаннову грамоту, но через четыре дня вместе с ханом остановился ниже Астрахани у Городища, где их ждали с судами астраханские изменники и ногаи. Он уже начал строить крепость в Городище, но бунт турок и появление Серебряного заставили его отступить. С небольшим отрядом добрался Касим до Азова и только золотом откупился от петли, приписывая свою неудачу позднему выступлению в поход.